# Ainārs Šlesers
Ainārs Šlesers (Riga, 22 de gener de 1970) és un polític i home de negocis letó. Fou el líder del partit LPP/LC i Diputat del 7è (amb el Nou Partit), 8è, 9è i 10è Saeima (Parlament de Letònia), així com Ministre d'Economia dins el gabinet de Vilis Krištopans (1998-1999), Viceprimer ministre al gabinet d'Einars Repse i Indulis Emsis (2002-2004), Ministre de Transport al gabinet d'Indulis Emsis, Aigars Kalvitis i Ivars Godmanis (2004-2009) i vicealcalde de Riga en el període 2009-2010.